# Walter Zastrau
Walter Zastrau (* 30. Mai 1935 in Essen) ist ein ehemaliger deutscher Fußballspieler. Von 1955 bis 1962 absolvierte der Abwehrspieler für Rot-Weiss Essen und den FC Schalke 04 in der seinerzeit erstklassigen Oberliga West insgesamt 151 Punktspiele, in denen er zwei Tore erzielte.

## Karriere

### Vereine
Zastrau begann in der Jugendabteilung von Rot-Weiss Essen mit dem Fußballspielen und rückte als Nachwuchstalent zur Saison 1955/56 in die erste Mannschaft auf, die am 26. Juni desselben Jahres das Endspiel um die Deutsche Meisterschaft gewonnen hatte.
Unter Trainer Fritz Szepan kam er im Saisonverlauf – die Mannschaft aus Bergeborbeck schloss die Saison im Westen als Fünftplatzierter ab – zu insgesamt 13 Ligaeinsätzen und wurde auch im Erstrundenhinspiel im Europapokal der Landesmeister bei der 0:4-Niederlage gegen den schottischen Vertreter Hibernian Edinburgh eingesetzt. Seinen Einstand in der Oberliga West hatte er am 31. August 1955 (2. Spieltag) beim 2:0-Sieg im Heimspiel gegen Preußen Münster; mit Fritz Herkenrath im Tor verteidigte er gemeinsam mit Willi Köchling. In seinem zweiten Oberligajahr, 1956/57, wurde er von Trainer Elek Schwartz in 26 Punktspielen eingesetzt. In der Saison 1957/58 führte er die Einsatzliste bei RWE in der Oberliga gemeinsam mit Herkenrath mit 30 Spielen an und zeichnete sich dabei auch noch als zweimaliger Torschütze aus. Seine letzte Saison schloss er mit weiteren 29 Punktspielen ab. Sein letztes von 98 Ligaspielen für RW Essen bestritt er am 22. April 1959 (30. Spieltag), bei der 2:3-Niederlage im Heimspiel gegen den SV Sodingen.
Zur Saison 1959/60 schloss er sich dem FC Schalke 04 an, für den er unter den Trainern Nándor Lengyel (1959 bis 1961) und Georg Gawliczek (1961 bis 1964) in drei Spielzeiten 53 Punktspiele bestritt, die Plätze vier (1960), drei (1961) und zwei (1962) belegte. In der Endrunde um die deutsche Meisterschaft 1962 trat Schalke aber in den drei Gruppenspielen gegen den 1. FC Nürnberg, den SC Tasmania 1900 Berlin und Borussia Neunkirchen jeweils mit dem Verteidigerpaar Günter Karnhof und Hans Nowak an. Zur Saison 1962/63 schloss er sich dem Zweitligisten VfL Bochum an. Da Bochum sich nicht für die neue Regionalliga West zur Saison 1963/64 qualifizieren konnte, endete im Sommer 1963 die höherklassige Laufbahn für ihn.

### Nationalmannschaft
Zastrau wurde erstmals von Bundestrainer Sepp Herberger am 19. Dezember 1956 in eine DFB-Mannschaft berufen. Die Juniorennationalmannschaft (U-23) trug ihr zweites Länderspiel in Lüttich gegen Belgien aus und er bildete gemeinsam mit Hans Barwenzik beim 3:2-Erfolg das deutsche Verteidigerpaar. Vom 18. Februar bis 2. März 1957 nahm er an einem DFB-Lehrgang in der Sportschule Duisburg-Wedau teil und kam am 27. März zu seinem zweiten Einsatz in der Juniorennationalmannschaft. In seiner Heimatstadt Essen unterlag die Nationalmannschaft Belgiens im Rückspiel mit 2:4 erneut. Im Lauf der Spielzeit 1957/58 gehörte er mehreren Trainingskursen wie auch Testspielen des Herberger-Kaders an. Mitte April 1958 wurde er der FIFA in der 40er-Liste des DFB zur Weltmeisterschaft 1958 in Schweden gemeldet. Am 1. Mai 1958 gehörte er der B-Nationalmannschaft an, die ihr Spiel überraschend mit 1:4 Toren gegen Luxemburg verlor. Trotzdem gehörte er vom 12. bis 24. Mai 1958 dem WM-Abschlusslehrgang in der Sportschule München-Grünwald an. Dem WM-Kader in den Turniertagen in Schweden gehörte er aber dann nicht an. In der Spielzeit 1958/59 war er bei den zwei Länderspielen der A-Nationalelf am 19. November gegen Österreich beziehungsweise am 21. Dezember gegen Bulgarien Ersatzspieler, ehe er am 28. Dezember 1958 in Kairo bei der 1:2-Niederlage gegen die Nationalmannschaft Ägyptens an der Seite von Karl-Heinz Schnellinger als rechter Verteidiger zum Einsatz kam. Während seiner Zeit in Gelsenkirchen konnte er sich nicht mehr für Auswahlteams empfehlen.